# Антуан Дюпон
Антуан Дюпон (фр. Antoine Dupont) — французький регбіст, півзахисник сутички, капітан збірної Франції з регбі,олімпійський чемпіон. 

## Життєпис
Антуан Дюпон виріс у містечку Кастельно-Маньоак, де почав грати в регбі в чотири роки. У 2011 він почав виступати юніором за клуб Ош.  2014 року, коли Ош вилетів у другий дивізіон, Дюпон перейшов у Кастр. 2016 року Стад Тулузен оголосив, що завербував його на наступний сезон. 2019 року Тулуза виграла чемпіонат Топ 14. У травні 2021 Дюпон підняв над головою як капітан команди Кубок європейських чемпіонів з регбі. Того ж року Тулуза завершила дубль, вигравши чемпіонат Топ 14. 2024 року дубль було повторено.
У збірній Дюпон почав грати 2017 року. У 2020, 2022 та 2023 роках його визнавали найкращим гравцем Турніру шести націй. Франція виграла цей турнір 2022 року, здійснивши великий шолом. 2021-го організація Світове регбі проголосила Дюпона найкращим гравцем року.

## Регбі-7
Золоту олімпійську медаль та звання олімпійського чемпіона Дюпон виборов на Паризькій олімпіаді 2024 року в складі збірної Франції з регбі-7. Його запросили до збірної сімок у 2024 році перед Олімпіадою з метою посилення команди. З Дюпоном Франція виграла турніри з регбі-7 в Лос-Анджелесі та в Мадриді. Він ніс прапор Франції на церемонії закриття Олімпіади.